# Джон Доу
Джон До́у (англ. John Doe) (мужчина) и Джейн До́у (англ. Jane Doe) (женщина) — экземплификант, использующийся в США и Великобритании, когда настоящее имя человека не установлено или намеренно скрывается. Такие имена часто могут использоваться для обозначения неопознанного трупа. Существует множество вариантов этих имен, например, Baby Doe — соответственно, дитя Доу. В случае, если в процессе фигурировало несколько неопознанных членов семьи, их именовали Джеймс Доу, Джуди Доу (англ. James Doe, Judy Doe) и так далее.
В настоящее время часто используется в англоязычных СМИ для обозначения анонимного, малозначимого или гипотетического персонажа (ср. Иван Иванович Иванов, Вася Пупкин).
В больницах англоязычных стран этими именами (Джон и Джейн Доу) называют пациентов/пациенток, чьё имя по каким-то причинам (амнезия, кома, отсутствие родных и близких, которые могли бы назвать имя пациента) неизвестно.

## В расследованиях преступлений
В англоговорящих странах экземплификанты, кодовые имена часто используются в контексте расследования преступлений. Так, в Великобритании «John Doe» используется со средних веков, оставив в английском праве такое понятие, как «Ордер Джона Доу» (безымянный ордер). Когда рассматриваемые дела касаются личных, деликатных и даже интимных обстоятельств, истец в деле может фигурировать под именем John Doe или одним из его вариантов.